# District de Diecai
Le district de Diecai (叠彩区 ; pinyin : Diécǎi Qū) est une subdivision administrative de la région autonome du Guangxi en Chine. Il est placé sous la juridiction de la ville-préfecture de Guilin.

## Démographie
La population du district était de 136 142 habitants en 2010.